# Albert Öijermark
Gustaf Albert "Abbe" Öijermark, född 16 februari 1900 i Bromma församling (Sundbyberg), Sverige, död 9 juli 1970 i Sundbyberg, var en svensk amatörfotbollsspelare (mittfältare) som var uttagen i den svenska fotbollstruppen till OS i Antwerpen 1920.
Laget kom på delad femte plats tillsammans med Norge. Efter att ha slagit Grekland med hela 9-0 förlorade man kvartsfinalen mot Nederländerna med 5-4 efter förlängning och blev sedan slaget av Spanien med 2-1 i en "turnering" om silver- och bronsmedaljerna eftersom Tjeckoslovakien diskvalificerats efter vägran att spela vidare i finalmatchen mot hemmalaget Belgien. Öijermark spelade i Sveriges två avslutande matcher.
Öijermark, som under sin klubbkarriär tillhörde Djurgårdens IF och där också vann ett SM-guld (1920), spelade under åren 1920-21 sammanlagt 4 landskamper (0 mål).

### Webbsidor
- Profil på SOK.se
- Profil på sports-reference.com
- Lista på landskamper, svenskfotboll.se, läst 2013 01 29
- "Olympic Football Tournament Antwerp 1920", fifa.com, läst 2013 01 30